# Huljajpole
Huljajpole (ukrajinsky Гуляйполе nebo Гуляй-поле) je město v Záporožské oblasti na jihovýchodní Ukrajině. Město leží na říčce Hajčul asi 100 km východně od Záporoží. Město je známé jako rodiště ukrajinského anarchisty a revolucionáře Nestora Machna. K 1. 1. 2019 město mělo 13 446 obyvatel. Během ruské invaze na Ukrajinu byla většina města zničena.

## Historie
Městečko bylo založeno mezi léty 1770–1780 pro vojenskou posádku na obranu před nájezdy z Krymského chanátu a v roce 1785 se změnilo ve vojenskou osadu. Od poloviny 19. do začátku 20. století se Huljajpole začalo rozrůstat v obchodní a průmyslové město. Kromě těžby železné rudy (magnetitu) byl založen strojírenský závod, parní mlýn a další menší podniky. Do širšího povědomí se dostalo během Ruské občanské války, kdy zde bylo středisko Machnovců (1919–1921), anarchokomunistického hnutí okolo huljajpolského rodáka Nestora Machna; od poloviny roku 1918 do konce roku 1919 zde bylo hlavní město Machnovščyny, samosprávného anarchistického území.
V 30. letech 20. století se město industrializovalo a v roce 1938 získalo statut města. Během druhé světové války bylo město od října 1941 do září 1943 okupováno Wehrmachtem. Města kvůli Holokaustu přišlo o svou malou, ale vlivnou, židovskou menšinu.
Při sčítání lidu v roce 2001 se zde 93,71 % obyvatel přihlásilo k ukrajinské národnosti. V letech 2006 až 2009 se zde konal undergroundový literárně-hudební festival Den nezávislosti s Machnem.
V roce 2020 po administrativní reformě zanikl Huljajpolský rajón, kterého bylo hlavním městem, a město se stalo součástí Položského rajónu.
Krátce po začátku ruské invaze na Ukrajinu město 5. března 2022 krátce obsadila ruská armáda, byla však rychle vytlačena. Většina obyvatel z města uprchla. Město je od té doby v bojové zóně, v městě zůstala asi jen desetina obyvatel, kteří přežívají převážně ve sklepích. V bojích byla také poškozena či zničena většina budov.

## Osobnosti
- Nestor Machno (1888–1934), přední činitel machnovského hnutí
- Simon Karetnik (1893–1920), ataman Ukrajinské revoluční povstalecké armády
- Michail Tardov (1892–1948), ukrajinský básník, spisovatel, scenárista a dramatik
- Leonid Juchvid (1909–1968), ukrajinský dramatik, autor libreta operety „Svatba v Malinovce" a scénáře stejnojmenného celovečerního filmu

## Galerie

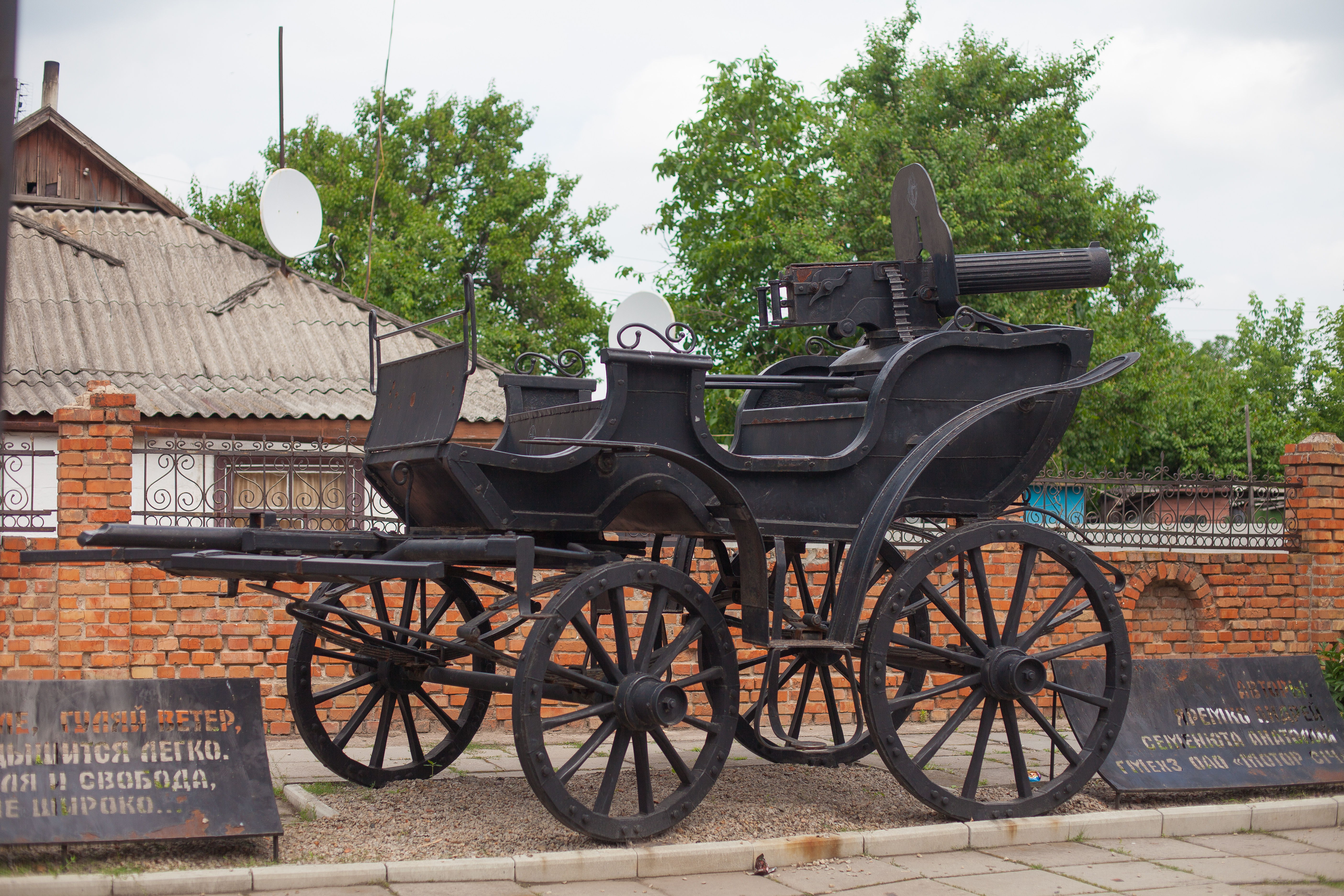
Machnovská tačanka u Huljajpolského muzea
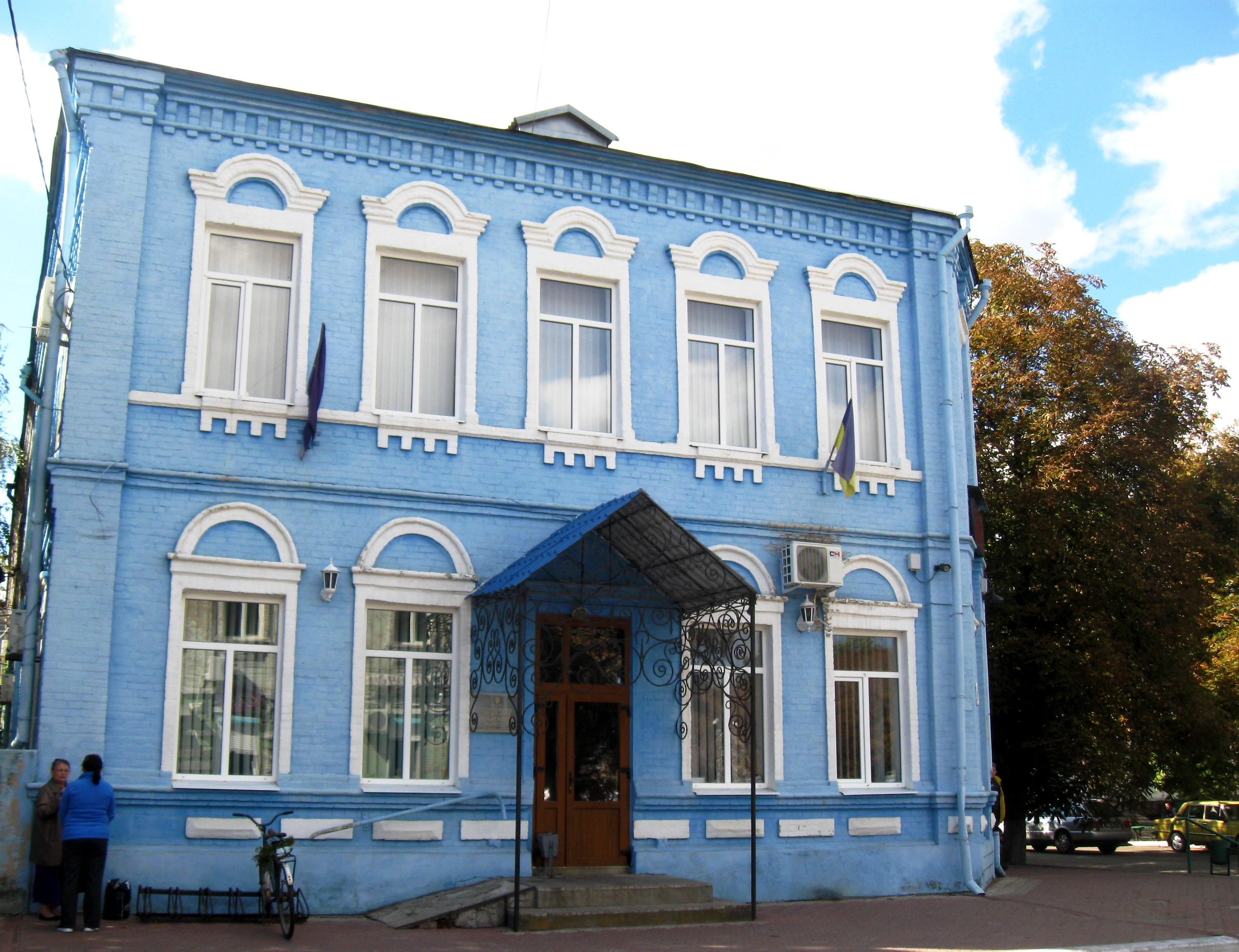
Huljajpolská městská a okresní rada
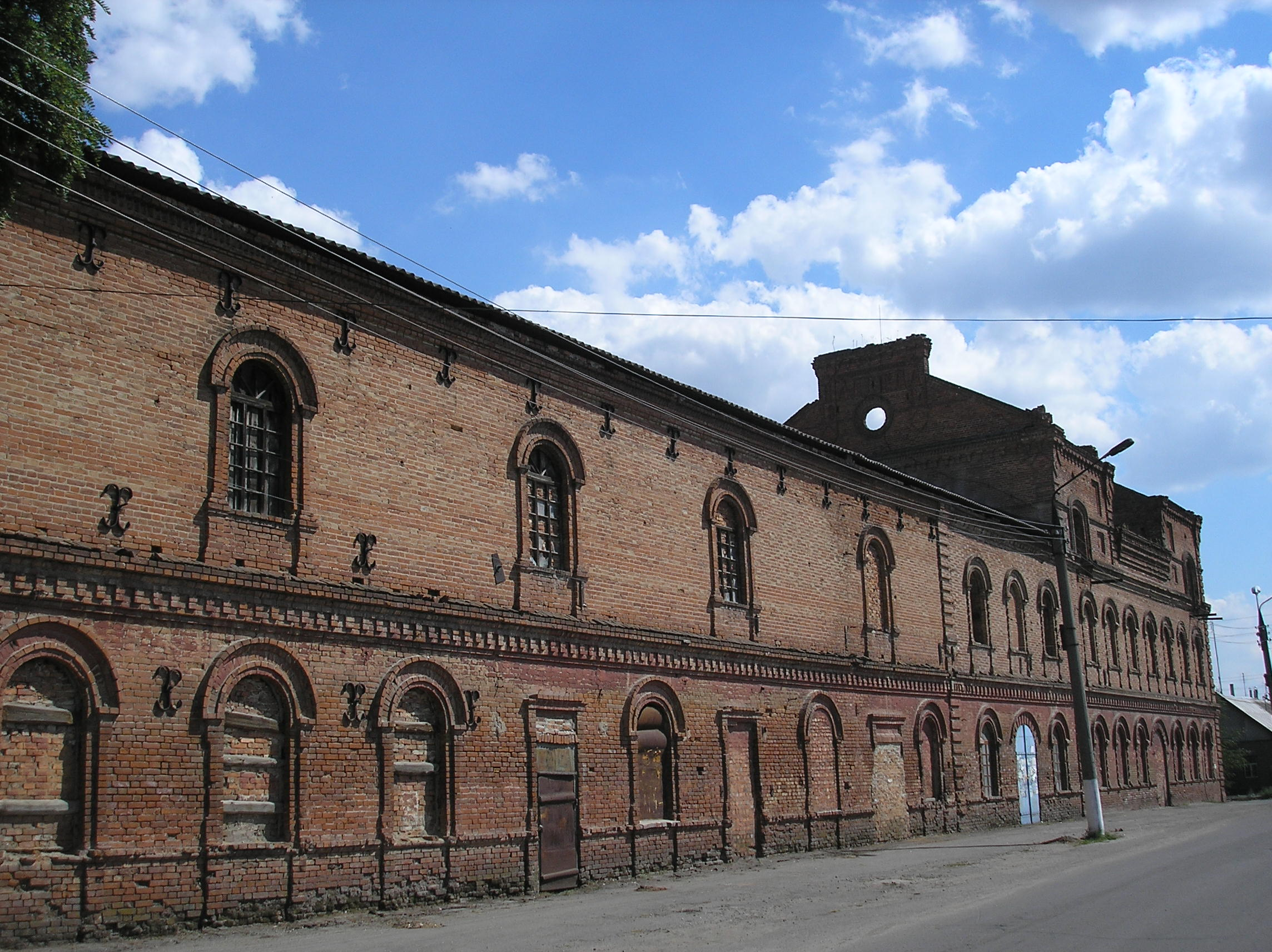
Bývalý Šredrův mlýn (1894)
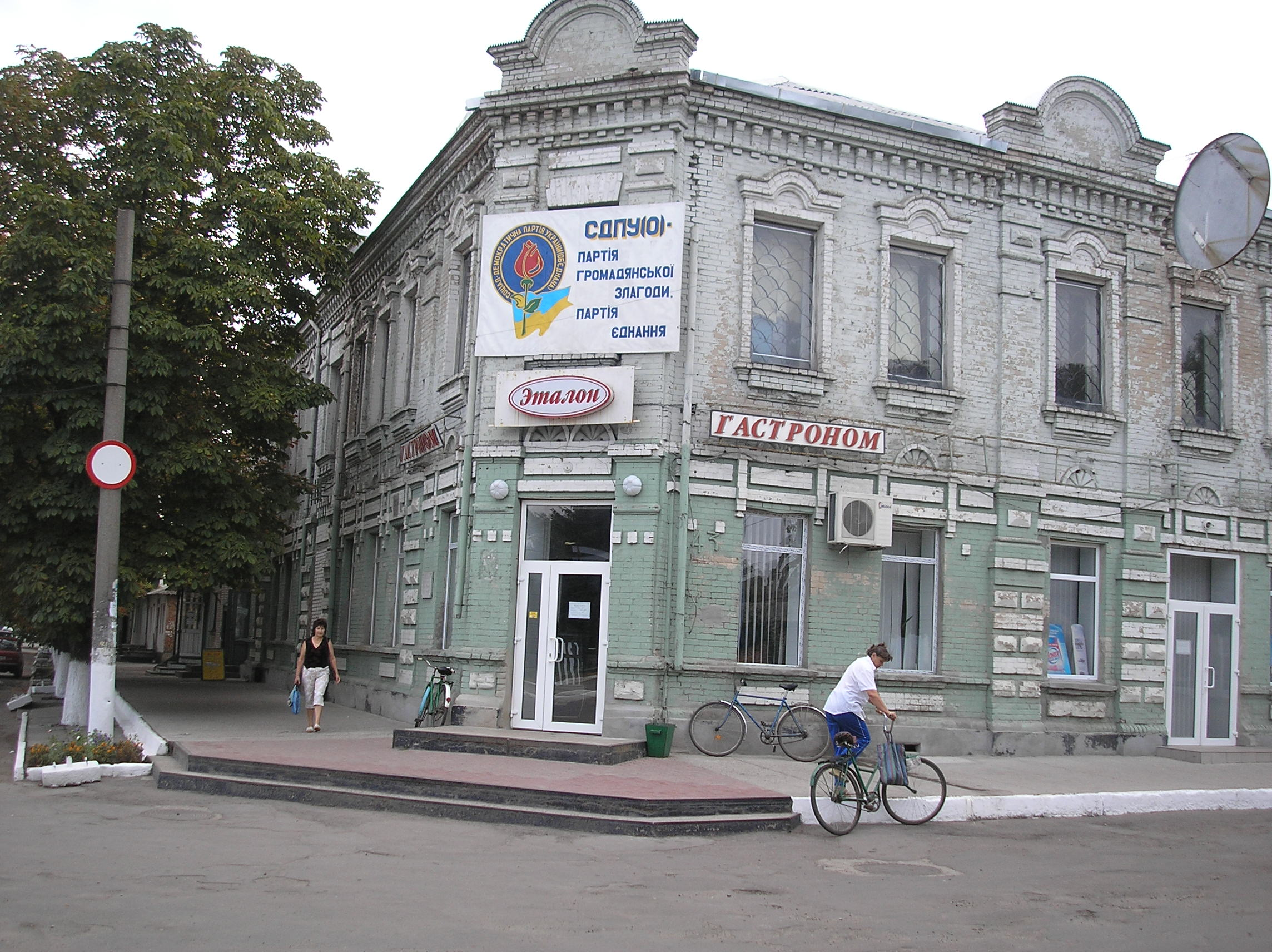
Bývalé chlapecké gymnázium
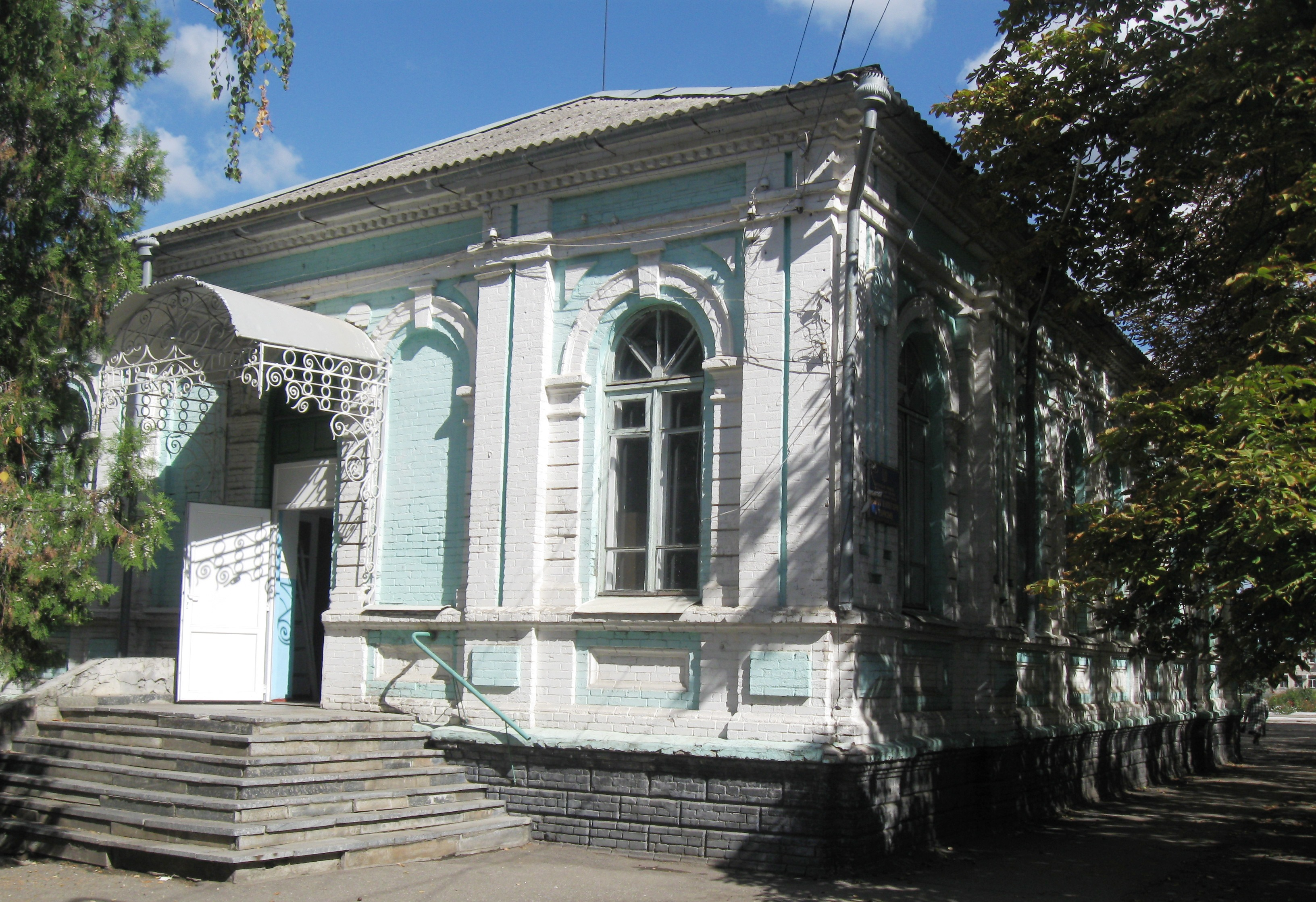
Národní dům a knihovna
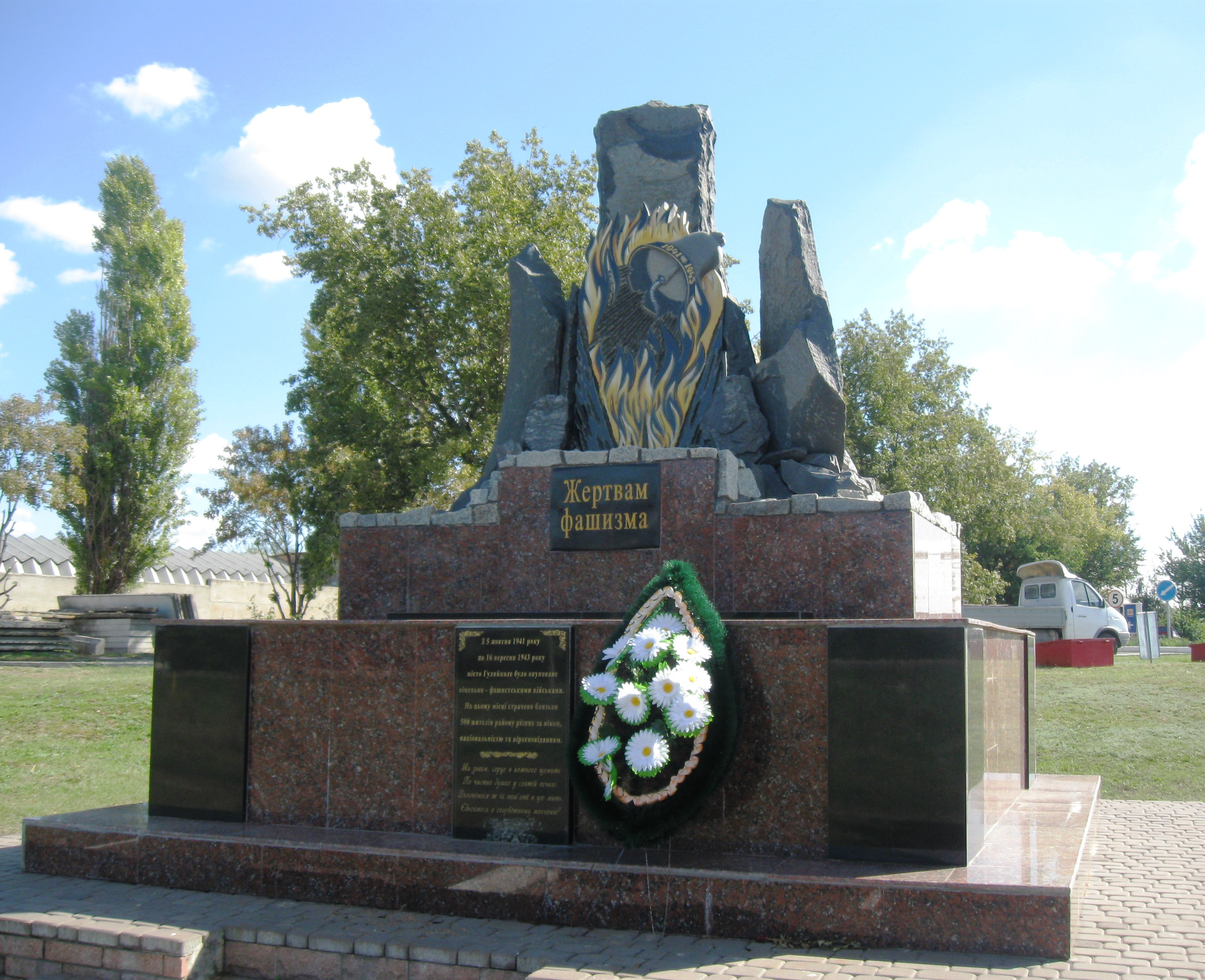
Masový hrob obětí fašismu
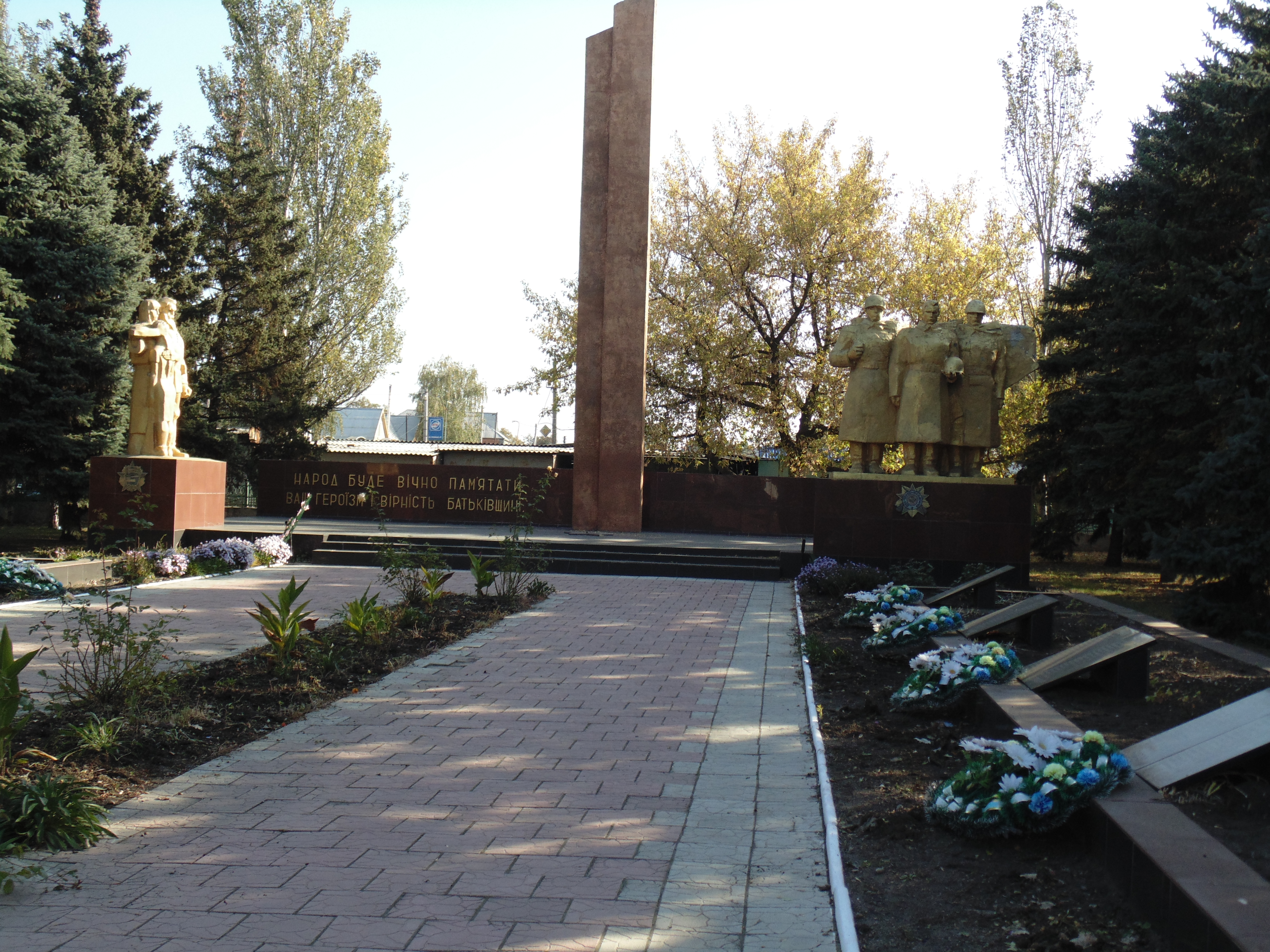
Památník padlým vojákům
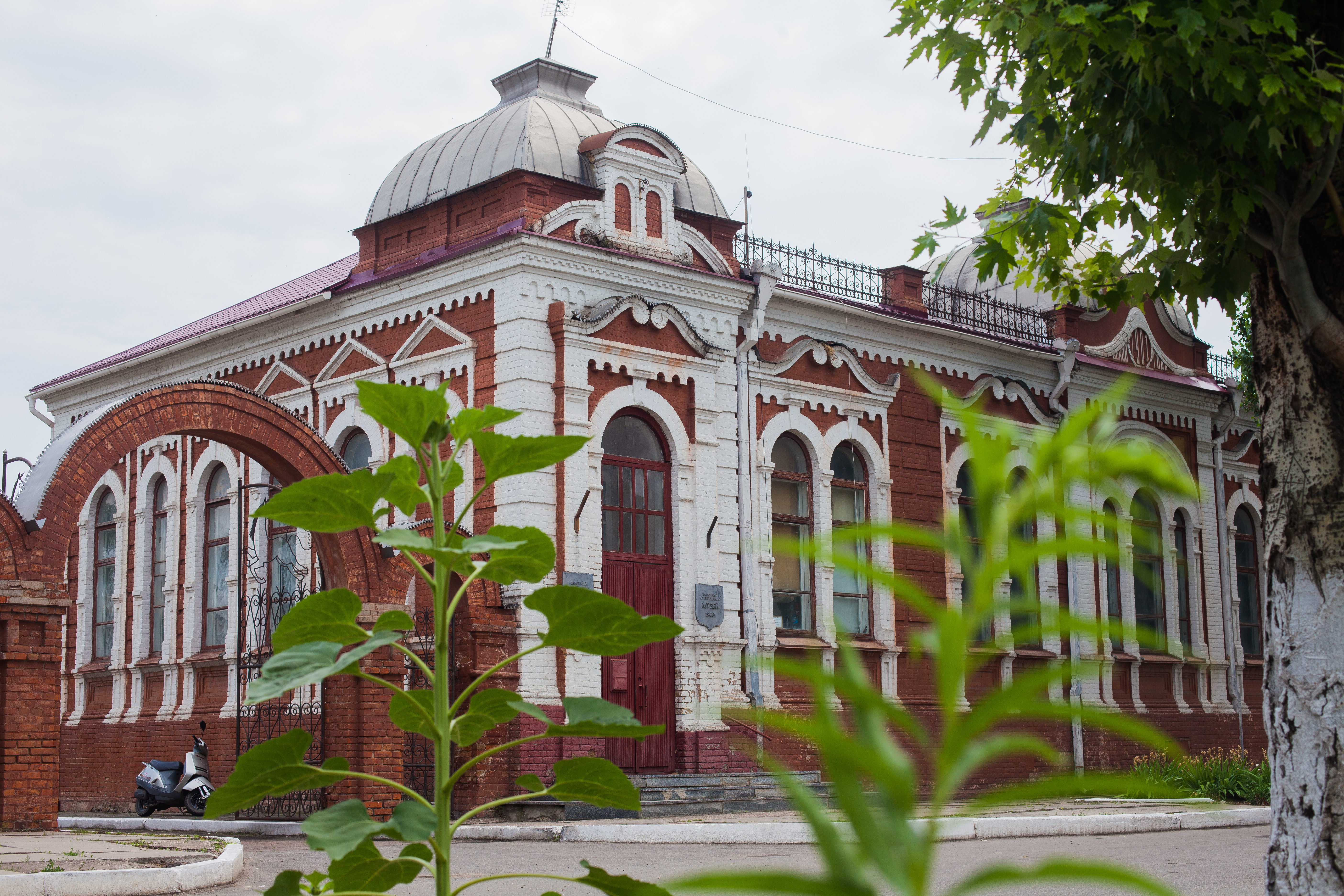
Budova místního muzea (původně banky), zničená v srpnu 2024